# Чернышёв, Андрей Владимирович
Андрей Владимирович Чернышёв (10 июля 1970 года, Братск, Иркутской области) — российский политик, сенатор Российской Федерации (с сентября 2020), член Комитета Совета Федерации по социальной политике.
Был избран депутатом Государственной думы седьмого созыва (2018―2020 гг.), основатель благотворительного фонда «Сибирский Характер».
Из-за нарушения территориальной целостности и независимости Украины во время российско-украинской войны находится под персональными международными санкциями всех стран Европейского союза, Великобритании, США, Канады, Швейцарии, Австралии, Украины, Новой Зеландии.

## Образование
1997 — Братский государственный университет (на тот момент — Братский индустриальный институт), специальность «Экономика и управление в строительстве».
2004 — Иркутский государственный университет, специальность «Юриспруденция».

## Биография
В 1987 году с отличием окончил среднюю школу, работал учеником токаря в цехе централизованного ремонта механизмов Братского алюминиевого завода.
В 1988—1990 годах проходил срочную службу в рядах Советской Армии, в Войсках ПВО (на о. Сахалин).
В 1991 году поступил на рабфак Братского индустриального института. Учёбу совмещал с работой.
В 1996 г. основал группу компаний, которые специализировались на торговле продуктами питания, строительстве и производстве стройматериалов.
В 2004 году был избран депутатом Законодательного собрания Иркутской области по 11-му одномандатному избирательному округу, в который входят Правобережный район Братска, части Братского и Нижнеилимского районов, а также Балаганский и Усть-Удинский районы.
В 2004 году Андрей Чернышёв основал благотворительный фонд «Сибирский Характер». В том же году был начат выпуск газеты «Наш сибирский характер». Благотворительный фонд активно помогает жителям северных районов Иркутской области. Поддержка оказывается школам, детским садам, больницам, библиотекам. Кроме того, фонд заключает социальные договоры напрямую с муниципальными образованиями. Только в 2016 году он оказал помощи более чем на 87 миллионов рублей.
В 2008 году Чернышёв был переизбран депутатом Законодательного Собрания Иркутской области по округу № 11.
С 2009 года входит в состав политсовета Иркутского регионального отделения партии «Единая Россия».
В 2010 году Чернышёв вошел в совет директоров Группы компаний «МЕТТЭМ», которая объединяет ряд инновационных предприятий в сфере электроники, механики и информационных технологий. Занимал должность директора по развитию ООО «МЕТТЭМ — ЭнергоИнжиниринг».
В 2013 году избиратели одномандатного округа № 11 вновь избрали Андрея Чернышёва депутатом Законодательного Собрания Иркутской области
В 2014 году возглавил совет директоров ОАО «Распорядительная дирекция Минкультуры России».
18 сентября 2016 году Чернышёв избран депутатом Государственной Думы Федерального Собрания Российской Федерации седьмого созыва от партии «Единая Россия» по Братскому одномандатному избирательному округу № 96 (север Иркутской области). Член комитета Госдумы по природным ресурсам, собственности и земельным отношениям. Член депутатской группы по связям с парламентами Индонезии, Таиланда, Малайзии, Сингапура, Филиппин, Японии, Центральной Америки и Черногории.
На выборах губернатора Иркутской области кандидатом Кобзевым Игорем Ивановичем был введён в список кандидатов на делегирование в члены Совета Федерации. После победы Кобзева, 18 сентября 2020 года, было принято решение делегировать Андрея Чернышёва в состав Совета Федерации Федерального Собрания Российской Федерации на срок до 2025 года. 30 сентября 2020 года решением Государственной Думы VII созыва мандат депутата был сдан досрочно. Вступил в должность члена Комитета Совета Федерации по социальной политике.
Женат, воспитывает двух дочерей.

## Законотворческая деятельность
С 2016 по 2019 год, в течение исполнения полномочий депутата Государственной Думы VII созыва, выступил соавтором 79 законодательных инициатив и поправок к проектам федеральных законов.

## Международные санкции
Из-за нарушения территориальной целостности и независимости Украины во время российско-украинской войны находится под персональными международными санкциями разных стран.
23 марта 2022 года, на фоне вторжения России на Украину, Чернышёв внесён в санкционный список Канады «соратников режима» за содействие в нарушения суверенитета и территориальной целостности Украины.
30 сентября 2022 года, внесён санкционный список Соединенных Штатов Америки «за аннексию Путиным регионов Украины» и одобрение закона о фейках.
9 марта 2022 года был включен в санкционный список всех стран Европейского союза за поддержку и реализации политики, подрывающую территориальную целостность, суверенитет и независимость Украины.
По аналогичным основаниям с 15 марта 2022 года находится под санкциями Великобритании. С 16 марта 2022 года под санкциями Швейцарии. С 21 апреля 2022 года находится под санкциями Австралии. С 3 мая 2022 года находится под санкциями Новой Зеландии. Указом президента Украины с 7 сентября 2022 года находится под санкциями Украины.

## Награды
- Почетная грамота Губернатора Иркутской области (2013 год)
- Почетный знак «Общественное признание» (2016 год) — за многолетний, добросовестный труд, большую благотворительную помощь, оказываемую социальным, образовательным, медицинским организациям Братского района
- Знак отличия «За заслуги перед Усть-Удинским районом» (2018 год)
- Звание «Почетный гражданин Балаганского района» (2019 год)
- Почетный знак «За заслуги перед Братском» (2021 год)
- Почетная грамота Президента РФ за большой вклад в развитие парламентаризма и активную общественно-политическую деятельность (2022 год)
- Медаль «Участнику военной операции в Сирии» за содействие в решении задач, возложенных на ВС РФ при проведении военной операции в Сирийской Арабской Республике (2023 год)
- Почетная грамота Законодательного Собрания Иркутской области (2025 год)